# Fabrizio Capucci
Fabrizio Capucci (* 4. August 1939 in Rom; † 19. Dezember 2024 ebenda) war ein italienischer Schauspieler und Filmproduzent.

## Familie
Capucci, Bruder des Modedesigners Roberto Capucci, besuchte die Schauspielschule von Pietro Sharoff und begann 1959 mit kleinen Rollen beim Film. Mit der Interpretation des aus enttäuschter Liebe sich mit Selbstmordgedanken tragenden „Max“ in Florestano Vancinis La calda vita gelang ihm 1964 sein bedeutendster Auftritt. In den folgenden Jahren enttäuschten seine weiteren Filme. Nach 1969 war er nur noch in zwei vergessenen Genrefilmen zu sehen. Daneben versuchte er sich auch als Sänger von Popmusik.
In späteren Jahren war Capucci auch Präsident des C1-Fußballvereins U.S. Viterbese. 2005 musste er sich einem Privatbankrott stellen.
Capucci war mehrere Jahre mit Catherine Spaak verlobt. Aus der Beziehung mit ihr entstammte eine Tochter, die Schauspielerin Sabrina Capucci. Insgesamt hatte er von vier Frauen sieben Kinder.

## Filmografie (Auswahl)
- 1959: Junge Leute von heute (Primo amore)
- 1959: Herkules, der Schrecken der Hunnen (Il terrore dei barbari)
- 1960: Rote Lippen – schlanke Beine (Labbra rosse)
- 1961: Lockende Unschuld (La voglia matta)
- 1961: Meuterei (L'ammuntinamento)
- 1964: Amore in 4 Dimensionen (Amore in quattro dimensioni)
- 1964: La Calda Vita – Das heiße Leben (La calda vita)
- 1967: Der grausame Job (Peau d'espion)
- 1968: An einem Freitag in Las Vegas (Las Vegas, 500 millones)
- 1976: Kaliber 38 – Genau zwischen die Augen (Quelli della calibro '38)
- 1978: Ridendo e scherzando

## Veröffentlichungen (Auswahl)

### Singles
- 1964: Ti credovo felice / Si questo lo so (ARC 4030)